# Cour de répression de l'enrichissement illicite
Au Sénégal, la Cour de répression de l'enrichissement illicite (CREI) est créée par la loi 81-54 du 10 juillet 1981 (Sénégal). Elle est compétente sur tout le territoire national. Elle est chargée uniquement de réprimer l’enrichissement illicite et tous délits de corruption et de recel connexe. En juillet 2023, l'Assemblée nationale vote la suppression de la CREI.

## Compétence
La CREI est chargée uniquement de réprimer l’enrichissement illicite et tous délits de corruption et de recel connexe au Sénégal.

## Composition
La CREI est composée d’un président et de quatre assesseurs. Elle comprend en outre, un procureur spécial, une Commission d’instruction et un greffe.
- le Président est choisi parmi les magistrats des Cours et Tribunaux ayant atteint au moins le deuxième groupe du 1er grade ;
- les quatre assesseurs sont choisis parmi les magistrats des Cours et Tribunaux ayant atteint au moins le premier groupe du 2e grade ;
- le Procureur spécial est choisi parmi les magistrats des Cours et Tribunaux ayant atteint au moins le 2e groupe du 1er Il exerce ses fonctions à l’exclusion de tout autre emploi ;
- la Commission d’instruction est composée d’un président et de trois juges choisis parmi les magistrats des Cours et Tribunaux ayant atteint au moins le 1er groupe du 2e grade

Pour chacun des magistrats composant la Cour, autre que le président, il est nommé un suppléant dans les mêmes conditions que les titulaires. Le président de la Cour appelle les suppléants à siéger pour remplacer un magistrat titulaire empêché. La suppléance du président est assurée par le magistrat le plus ancien dans le grade le plus élevé. Le greffe de la Cour est tenu par un greffier nommé par arrêté du ministre de la Justice.

## Siège
La CREI se situe au ministère de la Justice plus précisément au Complexe SICAP en face Codestria, avenue Cheikh Anta Diop en face de l'université Cheikh-Anta-Diop de Dakar (UCAD).

## Réactivation, contestation et suppression
Selon Jeune Afrique, en sommeil depuis sa création il y a trente ans, la Cour de répression de l’enrichissement illicite (CREI) est devenue, au Sénégal, l’objet de toutes les polémiques. En effet, depuis sa création en 1981 sous le Président de la République Abdou Diouf la loi était en dormance. Mais dès son arrivée au pouvoir en 2012, celle-ci fut ressuscitée par le président de la république Macky Sall,.
Karim Wade, fils du président Abdoulaye Wade, est condamné en 2015 par la CREI pour diverses malversations financières. Cette condamnation empêche Wade de se présenter à l'élection présidentielle de 2019 contre Macky Sall.
La CREI est critiquée à la fois pour son inefficacité (seuls deux procès se concluent par un verdict entre 2012 et 2023), sa faiblesse légale (il est impossible de faire appel) et sa politisation (la condamnation de Karim Wade étant perçue comme un moyen par le président Sall d'écarter un rival à l'élection présidentielle). Le gouvernement constate aussi l'inefficacité de l'institution à lutter contre les crimes financiers.
En juillet 2023, l'Assemblée nationale vote la suppression de la CREI.